# Дол (Горній Град)
Дол (словен. Dol) — поселення в общині Горній Град, Савинський регіон, Словенія. Висота над рівнем моря: 470 м. 